# 北米連合

CAN
USA
MEX

北米連合（ほくべいれんごう、NAU : The North American Union）は、アメリカ合衆国、カナダ、メキシコの3国家による統合体の構想。北米通貨連合（アメロ）構想を含む構造において欧州連合と同様である。3国とも公式な政府案を認めていない。しかしこの構想は、学問的なサークルや無党派タスクフォース等で議論され、提案された。しばしば陰謀論の対象となっている。